# 동촌과학연구재단
동촌과학연구재단은 과학기술연구활동의 지원, 연구장학금의 지원, 과학교육 향상의 발전을 위한 사업의 지원 등을 목적으로 1996년 1월 4일 설립허가된 대한민국 과학기술정보통신부 소관의 재단법인이다. 사무실은 135-933 서울특별시 강남구 역삼동 823-33에 있다.